# Европско првенство у атлетици на отвореном 1990 — бацање кугле за жене
Бацање кугле у женској конкуренцији на Европском првенству у атлетици 1990.  одржано је 27. августа  на стадиону Пољуд у Сплиту.
Титулу освојену 1986. у Штутгарту, није бранила Хајди Кригер из Источне Немачке.

## Земље учеснице
Учествовало је 13 такмичарки из 8 земаља. 
| - Западна Немачка (3) - Источна Немачка (3) - Италија (1) - Португалија (1) | - Совјетски Савез (2) - Турска (1) - Уједињено Краљевство (1) - Шпанија (1) |

## Рекорди
| Рекорди пре почетка Европског првенства 1990. | Рекорди пре почетка Европског првенства 1990. | Рекорди пре почетка Европског првенства 1990. | Рекорди пре почетка Европског првенства 1990. | Рекорди пре почетка Европског првенства 1990. | Рекорди пре почетка Европског првенства 1990. |
| --------------------------------------------- | --------------------------------------------- | --------------------------------------------- | --------------------------------------------- | --------------------------------------------- | --------------------------------------------- |
| Светски рекорд                                | Наталија Лисовска                             | Русија                                        | 22,63                                         | Москва, СССР                                  | 7. јуни 1987.                                 |
| Рекорди светских првенстава                   | Наталија Лисовска                             | Русија                                        | 22,63                                         | Москва, СССР                                  | 7. јуни 1987.                                 |
| Рекорди Европских првенстава                  | Илона Слупијанек                              | Источна Немачка                               | 21,59                                         | Атина, Грчка                                  | 6. септембар 1982.                            |
| Светски рекорд сезоне                         | Суеј Сјинмен                                  | Кина                                          | 21,66                                         | Пекинг, Кина                                  | 9. јун 1990.                                  |
| Европски рекорд сезоне                        | Астрид Кимбернус                              | Источна Немачка                               | 20,77                                         | Росток, Источна Немачка                       | 24. јун 1990.                                 |

## Најбољи резултати у 1990. години
Најбоље атлетичарке у бацању кугле 1990. године пре почетка европског првенства (26. августа 1990) заузимало је следећи пласман.
| 1. | Астрид Кумбернус | Источна Немачка  | 21,66 | 9. јун |
| 2. | Штефани Шторп    | Западна Немачка  | 20,34 | 1. јул |
| 4. | Myrtle Augee     | Велика Британија | 19,03 | 6. јун |

Такмичарке чија су имена подебљана учествовале су на ЕП.

## Освајачи медаља
|                                  |                                   |                               |
| Астрид Кумбернус Источна Немачка | Наталија Лисовска Совјетски Савез | Катрин Најмке Источна Немачка |

## Резултати
Због малог броја учесница није било предтакмичења, па су све пријављене учествовале у финалу.

### Финале
| Пласман | Такмичарка        | Земља                | Резултат | Белешке |
| ------- | ----------------- | -------------------- | -------- | ------- |
|         | Астрид Кумбернус  | Источна Немачка      | 20,38    |         |
|         | Наталија Лисовска | Совјетски Савез      | 20,06    |         |
|         | Катрин Најмке     | Источна Немачка      | 19,96    |         |
| 4.      | Клаудија Лош      | Западна Немачка      | 19,92    |         |
| 5.      | Ирис Плоцицка     | Западна Немачка      | 19,51    |         |
| 6.      | Хајке Хартвиг     | Источна Немачка      | 18,90    |         |
| 7.      | Штефани Шторп     | Западна Немачка      | 18,88    |         |
| 8.      | Марина Антоњук    | Совјетски Савез      | 18,82    |         |
| 9.      | Myrtle Augee      | Уједињено Краљевство | 17,77    |         |
| 10.     | Ањезе Мафеис      | Италија              | 16,58    |         |
| 11.     | Маргарита Рамос   | Шпанија              | 16,23    |         |
| 12.     | Севги Сен         | Турска               | 14,45    |         |
| 13.     | Тереза Машадо     | Португалија          | 14,34    |         |